# パンドラMAXシリーズVOL.4 Catch! 〜気持ちセンセーション〜
『パンドラMAXシリーズVOL.4 Catch! 〜気持ちセンセーション〜 』（パンドラマックスシリーズボリュームフォー キャッチ きもちセンセーション）は、2000年8月10日にパンドラボックスから プレイステーション（PS）用ソフトとして発売された恋愛アドベンチャーゲーム。

## 概要
パンドラボックスが世に出したゲームソフトの自社ブランド「パンドラMAXシリーズ」の第4作。キャッチコピーは同シリーズ共通の「1980円の超大作」。メモリーカード用シールが付属していた。
シナリオとオープニングテーマの作詞は同社の社員であった大池叙子が担当している（シリーズ第2作である『死者の呼ぶ館』に続いてのシナリオ執筆となった）。
キャラクターデザインは、漫画家・瀬口たかひろが担当。
ストーリーそのものはほぼ一本道だが、ゲーム途中に参加できる「サブイベント」によって各キャラクターからの好感度を高めて行くことができ、その好感度によってエンディングは変化する。前作までと異なり、セーブは規定のセーブポイントでしか出来なくなっている。
パンドラMAXシリーズ初にして唯一のフルボイス作品である。但し、パッケージには「豪華声優陣によるボイス入り」と表記されているが、パッケージや説明書には声優名が一切載っていないため、キャストはエンディングでしか確認できない。
なお本作より、本シリーズのソフトではサウンドのステレオ・モノラルの切り替えができなくなった。

## ストーリー
主人公・里見英彦は幸せの絶頂にいた。ずっと憧れていた少女・本間あゆりと同じ高校「紫明院学園」に合格できたからだ。
しかしその幸福は長くは続かなかった。この学校は、「男子は女子に奉仕するもの」をモットーとする生徒会によって牛耳られていたのだ。更に英彦の家に、くノ一を名乗る謎の少女が現れる。
ふとしたことから生徒会に目を付けられた英彦は、学園中の男子達の「希望の星」に祭り上げられ、会長らとの全面対決を余儀なくされていく。

## システム
ミニゲーム
ストーリーの節目にはヒロイン候補や敵対者とのミニゲーム対決を行う。負けるとゲームオーバー。前日にはしずくと練習を何度も行う事が出来る。
レインボーピーク
三つのレーンで行うエアホッケー。各レーンでは一つずつパックが互いの陣地を行き来し、一つでも相手のゴールに入れば1ポイント。2ポイント先取で勝利。パックをただ返すだけではなく勢いを付けて飛ばす事もできるが、当然打ち返されれば速い速度で帰って来る為、リスクも伴う。
おまけモードではキャラが表示されない。
障害物競走
ボタン連打で走り、配置されたハードルをジャンプかスライディングで避けていく。画面置くまで付くと折り返しとなり、スタート地点に先に戻った方が勝者。
対戦相手は本編ではしずくとひなただけだが、おまけモードでは他にアルフレッド、チル、『リストラの朝』の主人公となる予定だった大河原も参戦可能。
フォーサイト
トランプを用いたカードゲーム。それぞれ10枚のカードを配り、最初に手札から予測カードを一枚選ぶ。その後、残りの9枚を1枚ずつ同時に出していき、数字の大小を競って行く。数字が大きければ1ポイント。同じ図柄で勝利した場合は更に1ポイント入る。手札は相手に見せる為、相手がどんなカードを持っているかは分かる。9回の勝負が終わった時点で、自分の得点が最初に出した予測カードの数字と同じだった場合、更に10ポイントが加算される。その後、最終的なポイントで勝負が決まる。
この基本ルールの他、相手の手札が伏せられた状態で進め、最後の1枚が自動的に予測カードになる「リメインズ」。同じく予測カードは最初に出すが、手札は伏せてカードは5枚で行う「トランス」がある。
クイズ
様々なジャンルから出される四択クイズを交互に答える。ジャンルはそれぞれ対戦相手が答えるものを選ぶ（プレイヤー側はルーレット）。不正解かタイムオーバーでハートを一つ失う。双方5問終了時点で正解数が多い方が勝者だが、ハートが無い状態で不正解になった者はその時点で負け。
「タイムアタック」のルールの場合はハートが砂時計に変わり、制限時間が問題毎ではなくゲーム全体で設けられる。タイムが無くなると砂時計が一つ減り、再びゲージが満タンになる。砂時計が無い状態でタイムオーバーになると敗北。また、不正解でも砂時計を失う。
自由行動
ストーリーの合間にはプレイヤーが行き先を指定する自由行動が発生する。移動できる回数は決まっており、回数がゼロになると自由行動が終了してストーリーが進む。基本的には放課後に街を散策するパートと、ミニゲーム対決前に学校を探索するパートの二種類。前者は「紫明院学園」「駅前」「公園」「図書館」の四ヶ所から選択し、選んだ場所に応じてヒロイン候補とのイベントがあり、回数が無くなる前でも自宅に戻れば終了できる。後者は学園内の多数の教室や体育館などから行き先を選択するが、何処に誰が居るかは行ってみなければ分からず、誰もいない場所に行っても回数が減るだけで何も起こらない。一部例外を除き、街ではキャラはRPGのようなデフォルメされたドット絵で描かれる。
ストーリー終盤には同じ要領で学校を探索して鍵を見つけつつ、最上階の生徒会室を目指すシーンがある。
コンバート
本シリーズの全ソフト共通のシステム。同シリーズのソフト『ドラゴンナイツグロリアス』『死者の呼ぶ館』『ラビッシュブレイズン』のセーブデータを読み込ませることで、隠しシナリオやイベントなどを出現させることができる。
女の子の部屋
一度でもエンディングを迎えると選択可能。作中のヒロイン候補達の部屋で間違い探しが出来る。正解するとその部屋を見る事が可能で、女の子からオブジェクトの解説をしてもらえる。更にコンバートによって、パンドラMAXシリーズ過去作のヒロインであるポーチェ、葵、イリーシャの部屋を見る事も出来る。

## 主な登場人物
女性キャラは全員、下の名前が平仮名で統一されている。
里見英彦（さとみ ひでひこ）
主人公。名前は変更可能。普段は立ち絵は無いが容姿は設定されており、『死者の呼ぶ館』の秋山と違って一枚絵やドットキャラなどでは普通に姿を見せる。母親を早くに亡くし、父親は単身赴任のため1人暮らしをしている。学力は高くなく、1日14時間の猛勉強の果て紫明院学園に受かった。あゆりと同じクラスになった事でバラ色の学園生活が待っていると思いきや、聖悟の独裁によって他の男子共々虐げられ、更にあゆりが聖悟の義妹になった事で絶望の淵へと突き落とされる。しかし売り言葉に買い言葉で始まったえりかとの対決に勝った事で生徒会との戦いに身を投じる。生徒会からの刺客との勝負に勝ち続けるなど、土壇場には強い。
滝沢零人（たきざわ れいと）
声 - 佐野耕太
英彦のクラスメイト。不良のような外見だが頭が回り、英彦のセコンド役として様々な面で助力してくれる。彼にも好感度が設定されており、エンディングも存在する。
幼い頃から勉学も対人関係もそつなくこなすような天才肌であり、それ故に挫折というものを味わった事が無く、人生を退屈なものを考えるなどどこか空虚な性格であった。しかし入学試験の時、前の席で必死に問題を解いていた英彦を見た事で自分とは正反対の彼に興味を抱き、入学以来密かに気に掛けていた。そして生徒会との戦いが始まると、英彦が「生徒会に打ち勝った男」になるように支援し、その英彦が自分を負かす事で喝を与えてくれることを望みとするようになった。ヒロイン全員のエンディングを迎えてから聖悟に勝利すると最後の戦いを挑んで来る。対決方法はレインボーピーク。
香林聖悟（こばやし せいご）
声 - 山川敦也
紫明院学園に多大な援助をしている財閥の御曹司で、同校の生徒会長。眉目秀麗、文武両道だが、超が付く程の偏ったフェミニストで「男子は女子に奉仕するもの」というモットーの元、女尊男卑の独裁体制で学園を牛耳っている。紫明院学園に入学する前から彼の事を知っていた生徒もいる。その為、女子生徒には敬われ、男子生徒には憎悪の的となっている。生徒会に敵対した英彦を「学園の秩序を乱す者」「女性に仇なす男」と見做して刺客を差し向ける。
終盤、生稲を引き込んでしずくを拉致（フェミニストの為、扱いは丁重だった）し、学園全体を舞台に英彦に戦いを挑む。最後は英彦に敗れて潔く学園を去るが、実はアメリカ留学の為に元々学園を辞める予定であり、英彦と敵対したのも戯れに過ぎなかった。しかし彼の思想や真意について詳しく追及されず、その数々の所業についても最後まで咎められる事は無かった。対決方法はフォーサイト（トランス）。
生稲豊（いくいなゆたか）
声 - 石山博貴
英彦のクラスメイト。通称「イクッチ」。お調子者な性格であり、自分勝手で空気の読めない言動が目立つ。後に何人もの女の子と親しくなり、一部の女子生徒にも好かれ始めた英彦に嫉妬心を抱くようになり、やがて聖悟側に付いてしずくを拉致するという暴挙に出る。終盤、英彦の前に立ちはだかるも敗北。それでも悪びれず調子の良い態度を崩さなかった為、英彦を怒る気も失せるほど呆れさせてしまい、制裁を受けることなく終わった（事件後も自分の所業など無かったかのように振舞っていたが、英彦はただ呆れるばかりで最後まで咎める素振りすら見せなかった）。対決方法はフォーサイト（リメインズ）。

### 攻略可能な女性キャラクター
本間あゆり（ほんま-） / 香林あゆり（こばやし-）
声 - 小倉文江
メインヒロイン。英彦の中学時代からの同級生で、片思いの相手。明るく人当りの良い人気者で、料理も得意。クラスの保健委員でもある。入学後間もなく母の再婚によって聖悟の義妹となり、当初は聖悟を兄として慕おうと努めていたが、やがて英彦が聖悟と対立した事でその板挟みに苦しむようになる。本編中にミニゲームで勝負をする事は無いが、おまけモードではフォーサイトとクイズの対戦相手として選択可能。9月3日生まれの15歳。血液型はA型。
しずく
声 - 藤咲かおり
英彦の元に突然やってきたくの一。100年前、曾祖母が英彦の曾祖父に助けられ、その際の約束を果たす為に英彦の家にやってきた。英彦を「ご主人様」と呼び甲斐甲斐しく接するが、世間知らずかつ天然ボケという性格故に騒動を起こすことも。忍術は一人前だが、家事は半人前。終盤、聖悟の息の掛かった生稲に拉致されるが、英彦に助けられる。周囲には英彦の従姉妹として通しており、英彦が他の女の子と結ばれた場合は自身は従姉妹として英彦の恋を応援する事を密かに決意する。英彦、あゆりと三角関係になるエンディングも存在する。対決前日には課題のミニゲームの練習相手を務める。12月16日生まれで年齢は不詳。血液型は本人曰くO型。
瀬戸えりか（せと-）
声 - 草柳順子
英彦の同級生で、クラス委員を務める眼鏡の女生徒。生徒会長である聖悟に恋しているらしく、紫明院学園を受験したのもその為。委員長という地位を振りかざして男子たちを手下のように扱う。意地っ張りで何かと英彦にきつく当たるが、実はテディベアが好きという一面を持つ。その高圧的な態度から英彦に決闘を申し込み、これが切っ掛けで英彦は生徒会と対立する羽目になる。対決方法はレインボーピーク。1月7日生まれの15歳。血液型はA型。
岩清水ひなた（いわしみず-）
声 - 永瀬江美弥
学園の運動系クラブを統括する「運動部長」。常に体操着姿のオレ女。竹を割ったような姉御肌の性格。聖悟の命令で英彦と戦うも、敗北後は英彦を強い男と認め、良き先輩且つ戦友として力となる。対決方法は障害物競争。8月13日生まれの16歳。血液型はB型。
澤しおり（さわ-）
声 - 歌織
学園の文化系クラブを統括する「文化部長」。大きな丸い眼鏡をかけた三年生。聖悟を絵本の王子様のように思っている。一見おっとりして見えるが、その実態は空想と現実の区別が付いていない電波女。英彦を自分が愛読する小説の登場人物に見立て、本人の意思を無視してその登場人物の名前「ウォリッシュ」と呼ぶ。対決方法はフォーサイト。6月30日生まれの17歳。血液型はAB型。
市松ちづる（いちまつ-）
声 - 桑島美由生
聖悟に一途に付き従う生徒会副会長。長い黒髪の持ち主の和風美人。言うことはかなりキツめだが常に礼儀正しい口調で話し、感情をあまり表に出さない。頭脳明晰だが、それ故に失敗した時の挫折も大きい。対決方法はフォーサイト（リメインズ）。3月18日生まれの17歳。血液型はA型。
日比野まこと（ひびの-）
声 - 倖月美和
生徒会書記を務める小柄な少女。一人称は「マコ」。小学生男子に見える程の小柄な体型だが、実はIQ170の天才。物理学の本を読み漁るほどの頭脳を持つ一方、精神年齢は見た目と同じく小学生並で口も悪いが、動物好きという一面もある。対決方法はクイズ（タイムアタック）。10月29日生まれの16歳。得意科目は物理。血液型はAB型。
雪白やよい（ゆきしろ-）
声 - 関和美
紫明院学園の校医。おおよそ校医とは思えない派手な格好と色気で英彦を翻弄する。終盤、実は生徒会顧問である事を明かし、しずく救出に向かう英彦の最初の壁として立ちはだかる。1月17日生まれで年齢不詳。血液型はA型。

### その他
おやじ
声 - 三垣敦史
主人公の父親で単身赴任をしている。北極圏やアマゾンの奥地に入り込んだりと、常識では考えられないような仕事をしているらしい。しずくを平然と英彦の元に向かわせたり、もし英彦が退学になったら自分の仕事を継がせるとあっさり言い切るなど、豪胆な性格。
倉田（くらた）
声 - 橋本泰弘
滝沢の先輩。情報を財産と考えるコンピューターオタクで、女子生徒の情報（ミニゲームで有利となるアイテム）を提供してくれる。また、女子生徒のみならず男子生徒などのあらゆる情報にも精通しており、実は物語開始前に滝沢の依頼で英彦の情報を調べた事がある。
中辻（なかつじ）
声 - 曾田健二
英彦のクラスの担任教師。一介の教師に過ぎず、生徒会には逆らえない立場ながら生徒達への罪悪感を抱いており、陰ながら男子生徒達を気に掛けたり英彦に助言を送る事も。条件を満たすとやよいとの特殊なイベントが発生する。
学園長
声 - 山田雅一
紫明院学園の学園長。しかし生徒会長且つ、学園に援助している財閥の御曹司である聖悟に権力を握られている為、その権限は極めて少ない。
エリザベート
英彦に襲い掛かる猛犬。実は学園長の飼い犬で、名前の通り雌。何故か犬でありながらクイズ勝負ができる。
つぼみ
しずくの曾祖母。100年前、忍びの任務の最中に重傷を負った所を英彦の先祖に助けられ、恩を返そうとしたものの「今は特に困っていない」と返された為、「100年後に子孫が覚えていたら恩を返しに来て欲しい」という彼の頼みを聞き入れ、その約束を果たすべくしずくを英彦の元へ向かわせた。
あおい先生
コンバートで登場する、紫明院学園の古文教師。容姿は『死者の呼ぶ館』のヒロインの佐倉葵だが性格は異なり、名前も本作の世界観に合わせて平仮名表記になっている。実は既に亡くなっており、幽霊という扱いにされている。
用務員
紫明院学園の用務員のおじさん。容姿は『死者の呼ぶ館』の佐倉聡だが、性格はかなり異なる。展開次第では終盤に主人公に言い掛かりをつけて勝負を挑んで来る。
野々宮かすみ（ののみや-）
コンバートで登場する、英彦に手紙を渡しにやってきた少女。紫明院学園の生徒ではない。実は英彦の父に惚れており、英彦の元へ来たのも彼の母になりたいと考えている為である。容姿は『ドラゴンナイツグロリアス』のポーチェ・パトランジェ。条件を満たすと『ラビッシュブレイズン』の時のように弁当をくれる。